# Hessenweg 1
Der Hessenweg 1 ist ein Fernwanderweg in Hessen, der von Eltville am Rhein durch den Taunus, den Westerwald und das Lahn-Dill-Bergland bis nach Heringhausen am Diemelsee im Waldecker Land führt. Der Hessenweg ist Teil eines Netzes von Wanderwegen in Hessen, das in den 1980er Jahren überregional durch Zusammenarbeit der verschiedenen hessischen Wandervereine geschaffen wurde.
An der Wegstrecke liegen u. a. die Ruine von Burg Scharfenstein, Kloster Gronau, Kloster Arnstein, Burg Laurenburg, Schloss Schaumburg, Burg Balduinstein, Schloss Oranienstein, der Dom zu Limburg, Schloss Weilburg, Schloss Braunfels, Burg Greifenstein, die historische Altstadt von Herborn, die Wilhelmsteine, Biedenkopf, die Sackpfeife, Frankenberg, der Edersee, Korbach, das ehemalige Kloster Flechtdorf und der Diemelsee.
Als Wanderzeichen dient ein weißes Schild mit der Aufschrift Hessenweg, das allerdings nicht durchgängig angebracht ist.